# غير عاقل (فلم)
غير عاقل  (بالإنجليزية: Unsane) فيلم رعب، نفسي أمريكي للمخرج ستيفن سودربيرغ، كتب الفيلم جوناثان برنشتاين  وجيمس جرير. الفيلم من بطولة كلير فوي، جوشوا ليونارد، جاي فاروه، مات ديمون، جونو تمبل، إيمي مولينز، وإيمي إيرفينغ، وتدور الأحداث حول امرأة محتجزة في مصحة للأمراض النفسية بعد أن هاجمها شخص مختل. تم تصوير الفيلم بالكامل على آيفون 7 بلس.
تم عرض الفيلم لأول مرة في العالم في مهرجان برلين السينمائي الدولي في 21 فبراير 2018، وصدر إلى دور العرض الأمريكية في 23 مارس 2018، من توزيع شركة إنتاج سودربيرغ وإصدارات فنغر برنتس وشركة بليكر ستريت.
حقق الفيلم نجاحًا تجاريًا، حيث كان إيراد شباك التذاكر أكثر من 14 مليون دولار بميزانية قدرها 1.5 مليون دولار وتلقى مراجعات إيجابية بشكل عام من النقاد، الذين أشادوا بشكل أساسي بأداء الممثلين والإخراج والتصوير السينمائي والإنتاج.
منح موقع قاعدة بيانات الأفلام على الإنترنت (IMDB) الفيلم درجة 6.4/ 10.

## طاقم التمثيل
كلير فوي: في دور سوير فالنتيني
جوشوا ليونارد: في دور ديفيد سترين / جورج شو (مطارد سوير)
جاي فيرون: في دور نيت هوفمان (صديق سوير في المصحة)
جونو تمبل: في دور فيوليت (مريضة المصحة التي تثير غضب سوير)
جيبسون فرايزر: في دور دكتور هوثورن (الطبيب النفسي لسوير)
إيمي مولينز: في دور آشلي برايترهاوس (مديرة المصحة)
ايمي ايرفينغ: في دور أنجيلا فالنتيني (والدة سوير)
بولي ماكي: في دور الممرضة بولس (رئيسة الممرضات بالمصحة)
زاك شيري: في دور دينيس (الموظف الجديد في المصحة)
سارة ستايلز: في دور جيل (زميلة سوير التي تكرهها)
مات ديمون: في دور المحقق فيرجسون (الناصح لسوير)
راؤول كاستيلو: في دور جيكوب
مايك ميهم: في دور ستيف
روبرت كيلي: في دور شريك ستيف
كولين وودل: في دور مارك
ناتالي جولد: في دور مريضة
سول مارينا كريسبو: في دور مريضة
ويل بريل: في دور مريض
ستيفن ماير: في دور مريض
ماثيو ر. ستالي: في دور فني طبي
مات مانشيني: في دور فني طبي
إميلي هابي: في دور الممرضة الودودة
جيبسون فرايزر: في دور د. هوثورن
ايرين ويلهيلمي: في دور هايلي
إيمي مولينز: في دور أشلي برايترهاوس
جوزيف ب. ريدي: في دور المحامي
إريكا رولفسرود: في دور ممتحن طبي
إليزابيث جودمان: في دور محررة صحيفة "تروث بايتس"
روشانا جنكينز: عميل فيدرالي 

## أحداث الفيلم
ترحل سوير فالنتيني (كلير فوي) من بوسطن هربًا من مطارد مختل، وهي مازالت تعاني من الصدمة. تتحدث سوير مع مستشار من مركز هايلاند كريك للصحة النفسية، وتوقع بدون قصد نموذج موافقة على الاستشفاء، على مدار 24 ساعة، في مصحة للأمراض النفسية مغلق على رواده المرضى. تتصل سوير بالشرطة لكنهم لا يفعلون شيئًا عندما يرون الاستمارة الموقعة. يتسبب توتر سوير في مشاحنات واشتباكات مع مريض وأحد العاملين، فيأمر الطبيب النفسي باحتجازها لمدة سبعة أيام أخرى. يحتفظ المريض نيت (جاي فيرون) بهاتف خلوي سراً، وتستخدمه سوير للاتصال بوالدتها أنجيلا (ايمي ايرفينغ) التي تحاول إخراجها؛ تكشف سوير لوالدتها عن وجود ديفيد (جوشوا ليونارد)، وهو من إعتاد مطاردتها، في المستشفى وقام بإعطائها جرعة كبيرة من ميثيلفينيديت، مما جعلها تبدو مجنونة. يذهب ديفيد إلى أنجيلا ويقتلها، ويعذب نيت، عقاباً له على مساعدة سوير، ثم يقتله بجرعة زائدة من الفنتانيل. تجد سوير هاتف نيت تحت وسادتها ويحتوي على صور نيت أثناء تعذيبه وضربه المبرح، وتسارع بإبلاغ الموظفين الذين يضعوها في الحبس الانفرادي. يذهب ديفيد إلى سوير ويخبرها إن لديه كوخًا جبليًا منعزلًا حيث يمكنه أن يعيش معها هناك، وتسخر سوير منه لقلة خبرته مع النساء وتطلب منه ممارسة الجنس مع امرأة أخرى قبل أن تتجاوب معه. يقترح سوير أن يعاشر فيوليت (جونو تمبل)، المريضة التي هددت سوير من قبل، ويصطحبها إلى زنزانة الحبس الانفرادي حيث تستغل سوير الموقف وتطعن ديفيد في رقبته وتلوذ بالفرار أثناء محاولة ديفيد قتل فيوليت. ينجح ديفيد في إستعادة سوير التي تستيقظ لتجد نفسها في صندوق سيارته بجوار جثة والدتها. تنجح سوير في القفز من صندوق السيارة أثناء سيرها وتهرب إلى الغابة ويبدأ ديفيد في مطاردتها. يمسك ديفيد سوير ويكسر كاحلها بمطرقة، وتطعنه هي في عينه، بصليب كان في عنق أنجيلا، وتجز رقبته بقطعة من حديد. في غضون ذلك، يتم الكشف عن أن نيت كان صحفيًا استقصائيًا سريًا تم إرساله للتحقيق في هايلاند كريك، وتعتقل الشرطة مذكرة توقيف على المركز وتعتقل مديرة المصحة آشلي برايترهاوس (إيمي مولينز).
بعد ستة أشهر، تعتقد سوير، أثناء تناول الغداء في مطعم، أنها ترى ديفيد جالسًا، وتقترب منه بسكين، ولكن عندما تدرك أنه ليس هو يسقط السكين منها وتفر في حالة من الذعر الشديد.

## إنتاج الفيلم
أُعلن في يوليو 2017 أن ستيفن سودربيرغ قام بتصوير فيلم سرًا على الهاتف الخلوي (آي فون 7 بلس)، في يونيو 2017، من بطولة كلير فوي وجونو تمبل. كان التصوير على الهاتف بدقة (4K) وباستخدام تطبيق (فيلم ميك برو FiLMiC Pro)، وكان الإنتاج لصالح شركة إصدارات سودربيرغ فنغر برنتس. وفي أغسطس 2017 أكد جاي فيرون أنه شارك في بطولة الفيلم.

## الإصدار والإستقبال
تم عرض "غير عاقل" لأول مرة عالميًا في مهرجان برلين السينمائي الدولي في 21 فبراير 2018. وصدر إلى دور العرض الأمريكية في 23 مارس 2018.
حقق "غير عاقل" 7.7 مليون دولار في الولايات المتحدة وكندا، و 6.5 مليون دولار في أقاليم أخرى، ليصبح المجموع العالمي 14.2 مليون دولار.
صدر "غير عاقل" في الولايات المتحدة وكندا، مع إصدار الأفلام: (حافة الهادي: انتفاضة) و(شمس منتصف الليل) و(شارلوك نومس) و(بولس رسول المسيح)، وكان من المتوقع أن يصل إجمالي ارباح "غير عاقل" إلى 3 ملايين دولار من عدد 2023 دور عرض في عطلة نهاية الأسبوع الافتتاحية. انتهى به الأمر لتحقيق مبلغ 3.7 مليون دولار، وانتهى بالمركز الحادي عشر في شباك التذاكر. في نهاية الأسبوع الثاني، حقق الفيلم 1.4 مليون دولار، بانخفاض 61.6٪.
منح موقع "الطماطم الفاسدة" الفيلم تقييماً مقداره 80% بناءاً على آراء 239 ناقداً سينمائياً وكتب إجماع نقاد الموقع: "غير عاقل يطلق العنان للمايسترو الداخلي لستيفن سودربيرغ، ويخوض في منطقة الإثارة النفسية الخالدة ويمنحها صناعة أفلام عالية التقنية."
منح موقع "ميتاكريتيك" الفيلم تقييماً مقداره 63% بناءاً على آراء 45 ناقداً سينمائياً.
الجماهير التي استطلعت آراؤهم شركة "سينما سكور" منحت الفيلم درجة (+B) على مقياس من (+ A) إلى (F).
كتب ريتشارد برودي من مجلة نيويوركر: "قبل كل شيء، يستمتع المخرج سودربيرغ بفرح ملموس، في مجموعته من الصور المشوهة والمزعجة، مما يؤدي إلى إنتاج فيلم غاضب لا يشير إلا إلى الحيوية التي لا يمكن كبتها للسينما نفسها. ونجحت التجربة."
كتب جاستن تشانغ من صحيفة لوس أنجلوس تايمز: "سودربيرغ هو أحد المخرجين الأكثر براعة في العمل في التيار الأمريكي السائد، ولديه موهبة ماكرة في ربط عرض النوع الذي يمكن التخلص منه على ما يبدو بذكاء، أفكار قاطعة."

## الجوائز والترشيحات
جمعية كاستنج الأمريكية، الولايات المتحدة الأمريكية 2019: رشح لجائزة الإنجاز متميز في التمثيل - لفيلم منخفض الميزانية - كوميديا أو دراما (كارمن كوبا)
جوائز فانجوريا تشينسو 2019: رشح لجائزة أفضل ممثل مساعد (جوشوا ليونارد)
جوائز فرايت ميتر 2018: رشح لجائزة أفضل ممثلة (كلير فوي)
جوائز الإعلان الذهبي للفيلم 2018: فاز بجائزة أفضل فيلم إثارة - أفلام بليكر ستريت - بوذا جونز
ورشح لجائزة أفضل موضع تلفزيوني مثير - أفلام بليكر ستريت – اوبن رود
جوائز دائرة نقاد لندن 2019: رشح لجائزة ممثلة العام البريطانية / الايرلندية (كلير فوي) لأول رجل وفتاة على شبكة العنكبوت 

## روابط خارجية
- مقالات تستعمل روابط فنية بلا صلة مع ويكي بيانات

https://letterboxd.com/film/unsane/ غير عاقل (فيلم)
https://screenrant.com/tag/unsane/ غير عاقل (فيلم)
https://elcinema.com/work/2049551/ غير عاقل (فيلم)
https://www.imdb.com/title/tt7153766/ غير عاقل (فيلم)
https://www.blu-ray.com/Unsane/833468/ غير عاقل (فيلم)
https://www.metacritic.com/movie/unsane غير عاقل (فيلم)
https://www.rottentomatoes.com/m/unsane غير عاقل (فيلم)
https://www.filmaffinity.com/us/film751108.html غير عاقل (فيلم)
https://www.allmovie.com/movie/unsane-v695240 غير عاقل (فيلم)
https://www.themoviedb.org/movie/467660-unsane غير عاقل (فيلم)
https://culturecrypt.com/movie-reviews/unsane-2018 غير عاقل (فيلم)
https://www.fandango.com/unsane-2018-209154/movie-overview غير عاقل (فيلم)
https://www.allocine.fr/article/fichearticle_gen_carticle=18670475.html غير عاقل (فيلم)
https://deadline.com/2018/01/unsane-trailer-stephen-soderbergh-claire-foy-horror-thriller-video-1202272974/ غير عاقل (فيلم)